# Frederika Buwalda
Frederika Buwalda (21 juli 1984) is een Nederlandse langebaanschaatsster die vanaf het seizoen 2000/2001 tot en met 2010/2011 deel uitmaakte van het Gewest Friesland.
Haar beste prestatie op een Nederlandse kampioenschap is twee keer een achtste plaats in het eindklassement van het NK sprint. In het seizoen 2006/2007 reed ze ook enkele wereldbekerwedstrijden op de 100 en 500 meter. Verder won Buwalda op 13 december 2008 in Hoorn een 500 meter voor de Challengers Cup.

## Persoonlijke records
| Afstand    | Tijd    | Datum            | Baan       |
| ---------- | ------- | ---------------- | ---------- |
| 500 meter  | 39,67   | 29 december 2009 | Heerenveen |
| 1000 meter | 1.19,60 | 1 november 2008  | Heerenveen |
| 1500 meter | 2.05,12 | 11 oktober 2010  | Heerenveen |
| 3000 meter | 4.33,14 | 10 december 2006 | Heerenveen |
| 5000 meter | 8.25,76 | 3 februari 2007  | Utrecht    |

## Resultaten
| jaar | NK Afstanden       | NK Sprint                | Wereldbeker       |
| ---- | ------------------ | ------------------------ | ----------------- |
| 2003 | 15e 500m           |                          |                   |
| 2004 |                    |                          |                   |
| 2005 |                    | 25e (25e, 20e, 22e, 25e) |                   |
| 2006 | 15e 500m           | 18e (17e, 18e, 19e, 17e) |                   |
| 2007 | 12e 500m 13e 1000m | 9e (8e, 12e, 5e, 10e)    | 35e 100m 38e 500m |
| 2008 | 18e 500m 15e 1000m |                          |                   |
| 2009 | 19e 500m 17e 1000m | 8e (6e, 11e, 10e, 8e)    |                   |
| 2010 | DQ 500m 14e 1000m  | 8e (6e, 10e, 7e, 10e)    |                   |
| 2011 | 19e 1000m          |                          |                   |